# Trägheitssatz von Sylvester
Der Trägheitssatz von Sylvester – oder sylvestersche Trägheitssatz – ist ein Theorem aus der linearen Algebra, welches besagt, dass Koeffizientenmatrizen von Bilinearformen bestimmte Eigenschaften aufweisen, die invariant unter einem Basiswechsel sind. Es liefert damit die Grundlagen zur Definition der Signatur.
Der Satz ist benannt nach dem britischen Mathematiker James Joseph Sylvester.

## Aussage des Satzes
Sei {\displaystyle V} ein endlichdimensionaler {\displaystyle \mathbb {C} }-Vektorraum mit einer hermiteschen Sesquilinearform {\displaystyle s\colon V\times V\rightarrow \mathbb {C} }. Der Ausartungsraum {\displaystyle V_{0}} von {\displaystyle V} ist definiert als
{\displaystyle V_{0}:=\{v\in V:(\forall w\in V)\,s(v,w)=0\}}.
Der sylvestersche Trägheitssatz besagt nun, dass eine direkte Summe
{\displaystyle V=V_{+}\oplus V_{-}\oplus V_{0}}
mit
{\displaystyle s(v,v)>0} für alle {\displaystyle v\in V_{+}\setminus \{0\}\qquad }und{\displaystyle \qquad s(v,v)<0} für alle {\displaystyle v\in V_{-}\setminus \{0\}}
existiert.
Insbesondere existiert also eine Basis von {\displaystyle V}, so dass die Darstellungsmatrix {\displaystyle A} der hermiteschen Sesquilinearform {\displaystyle s} die Diagonalgestalt
{\displaystyle A:={\begin{pmatrix}1&0&0&0&\ldots &0&0&\ldots &0\\0&\ddots &0&&&&&&\vdots \\0&0&1&0&&&&&0\\0&&0&-1&0&&&&0\\\vdots &&&0&\ddots &0&&&\vdots \\0&&&&0&-1&0&&0\\0&&&&&0&0&0&0\\\vdots &&&&&&0&\ddots &0\\0&\ldots &0&0&\ldots &0&0&0&0\end{pmatrix}}}
hat. Diese Darstellungsmatrix hat auf der Hauptdiagonalen die Einträge {\displaystyle 1}, {\displaystyle -1} und {\displaystyle 0}, alle anderen Koeffizienten sind {\displaystyle 0}.

## Bemerkungen
- Seien {\displaystyle A\in \mathbb {R} ^{n\times n}} eine symmetrische Matrix und {\displaystyle S\in GL(n,\mathbb {R} )} eine invertierbare Matrix. So folgt aus dem Satz, dass {\displaystyle A} und {\displaystyle S^{T}AS} mit Vielfachheit gezählt die gleichen Anzahlen positiver und negativer Eigenwerte haben. Dies ist nicht trivial, denn die Eigenwerte einer quadratischen Matrix sind im Allgemeinen nur unter der Transformation {\displaystyle S^{-1}AS} invariant, nicht jedoch unter {\displaystyle S^{T}AS}.
- Der Trägheitssatz ist für hermitesche Bilinearformen nicht gültig.

## Signatur
Die Räume {\displaystyle V_{+}}, {\displaystyle V_{-}} und {\displaystyle V_{0}} seien wie im ersten Abschnitt definiert. Dann folgt aus dem Trägheitssatz, dass die Zahlen
{\displaystyle {\begin{aligned}r_{+}(s)&:=\dim(V_{+}),\\r_{-}(s)&:=\dim(V_{-}){\text{ und}}\\r_{0}(s)&:=\dim(V_{0})\end{aligned}}}
Invarianten der hermiteschen Sesquilinearform {\displaystyle s\colon V\times V\rightarrow \mathbb {C} } sind. Insbesondere ist
{\displaystyle r_{+}(s)=\max\{\dim(W):W\subseteq V{\text{ Untervektorraum und }}(\forall w\in W\setminus \{0\})\,s(w,w)>0\}}.
Die analoge Aussage gilt auch für {\displaystyle r_{-}(s)}. Außerdem folgt aus der direkten Zerlegung die Gleichheit
{\displaystyle r_{+}(s)+r_{-}(s)+r_{0}(s)=\dim(V)}.
Das Tripel {\displaystyle \sigma (s):=\left(r_{+}(s),r_{-}(s),r_{0}(s)\right)} heißt Trägheitsindex oder (Sylvester-)Signatur von {\displaystyle s}.